# Djalminha (compositor)
Djalma Souza da Silva (Rio de Janeiro, 1932) é um compositor e cantor brasileiro, com estilos que variam de pagode à MPB. Suas composições já foram gravadas por muitos artistas, entre eles Marina Lima, Almir Guinéto, Joel Teixeira e Zeca Pagodinho.